# Койду (Вильяндимаа)
Ко́йду (эст. Koidu) — деревня в волости Вильянди уезда Вильяндимаа, Эстония. 
До административной реформы местных самоуправлений Эстонии 2017 года входила в состав волости Тарвасту.

## География
Расположена в 19 км к юго-востоку от уездного центра — города Вильянди, в 2,6 км к северо-западу от посёлка Мустла, недалеко от западного берега озера Выртсъярв. Высота над уровнем моря — 76 метров.

## Население
По данным переписи населения 2021 года, в деревне проживали 70 человек, из них 68 (97,1 %) — эстонцы.
Численность населения деревни Койду:
| Год  | 1979 | 1989  | 2000 | 2011 | 2021 |
| ---- | ---- | ----- | ---- | ---- | ---- |
| Чел. | 155  | ↘ 102 | ↘ 91 | ↘ 66 | ↗ 70 |